# أليكساندرو مونتيانو
أليكساندرو مونتيانو (بالرومانية: Alexandru Munteanu)‏ (1988 في رومانيا - ) هو لاعب كرة قدم روماني في مركز الوسط. لعب مع CS Gaz Metan Mediaș ‏.

## وصلات خارجية
- أليكساندرو مونتيانو على موقع قاعدة بيانات كرة القدم.إي يو (الإنجليزية)
- أليكساندرو مونتيانو على موقع Soccerway.com (الإنجليزية)